# 尻冷し地蔵

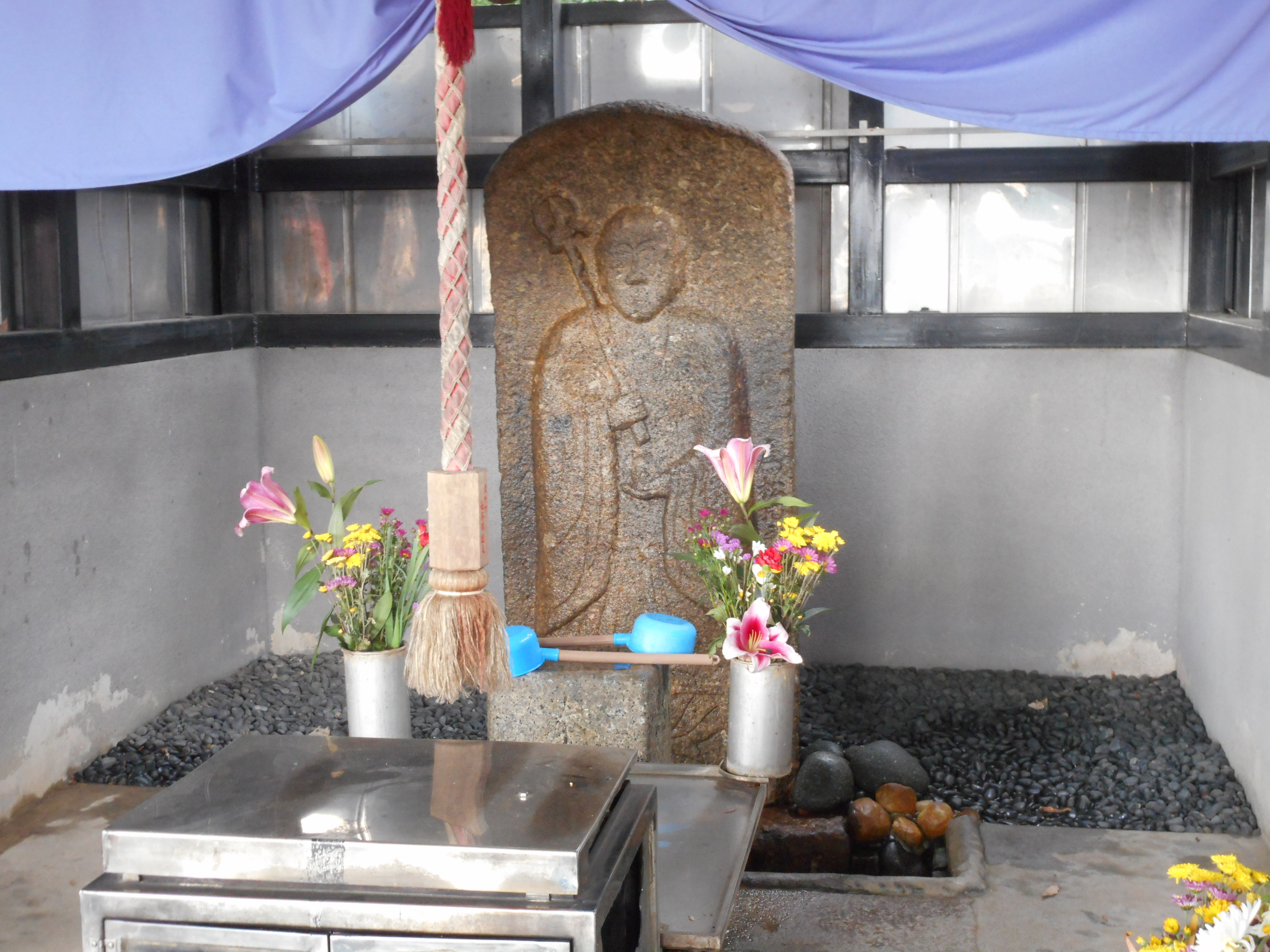
尻冷やし地蔵

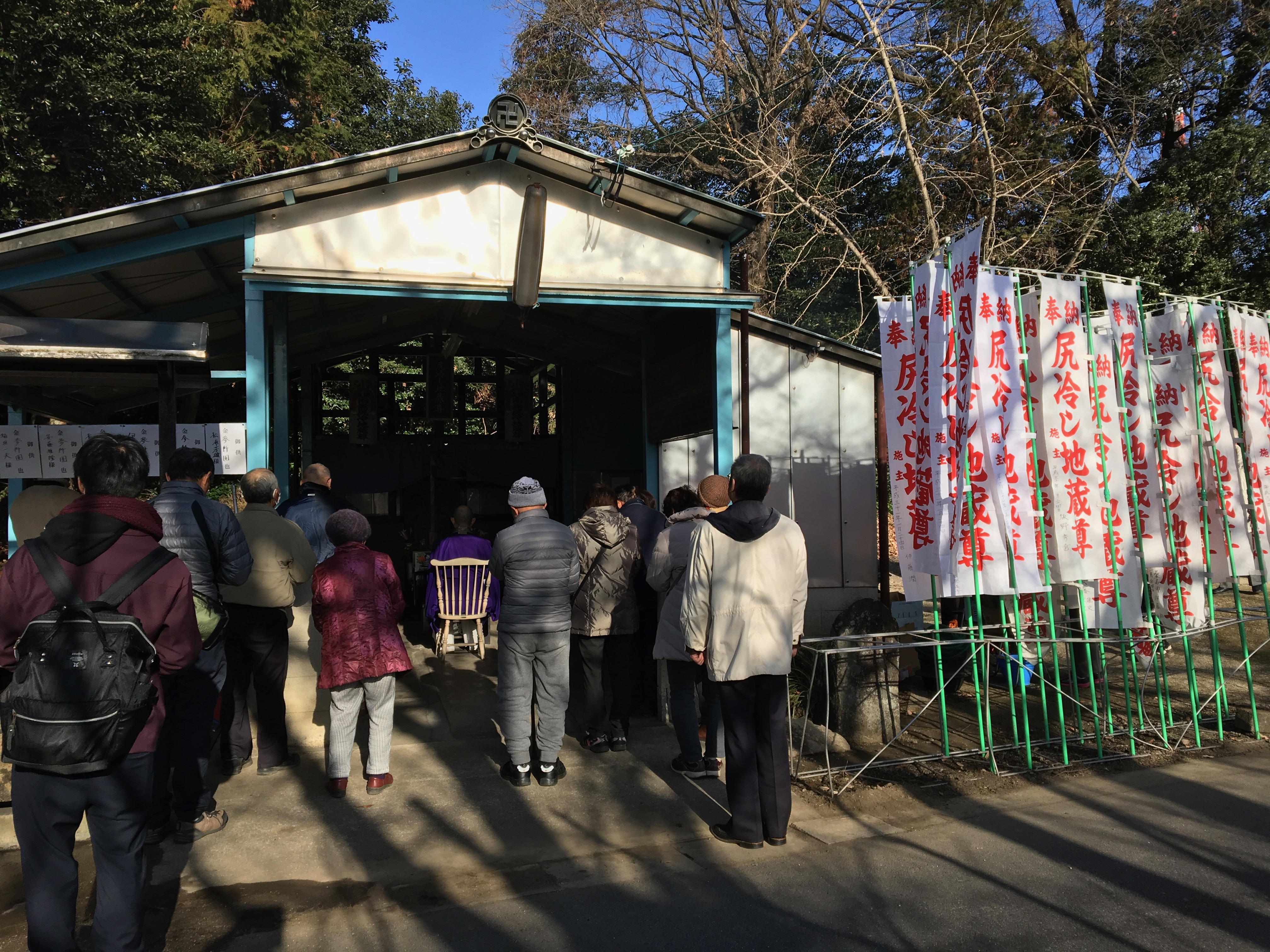
初地蔵（2018年）の法要

尻冷し地蔵（しりひやしじぞう）は、愛知県春日井市大泉寺町にある地蔵尊である。送り仮名については表記の揺れがあり、「尻冷し地蔵」と送る資料と「尻冷やし地蔵」と送る資料がある。1973年（昭和48年）3月8日には「尻冷し地蔵」として春日井市指定有形民俗文化財に指定された。退休寺が管理している。

## 概要
春日井市のほぼ中央に位置する大泉寺町の下街道沿いにあり、毎月24日には、管理者である賜恩山無量壽院退休寺の住職による法要が行われ、檀信徒などが多数訪れて花をたむける。1月24日は初地蔵、8月24日は地蔵盆にあたる。地蔵盆には隣接する土俵で子ども相撲が行われる。

## 歴史

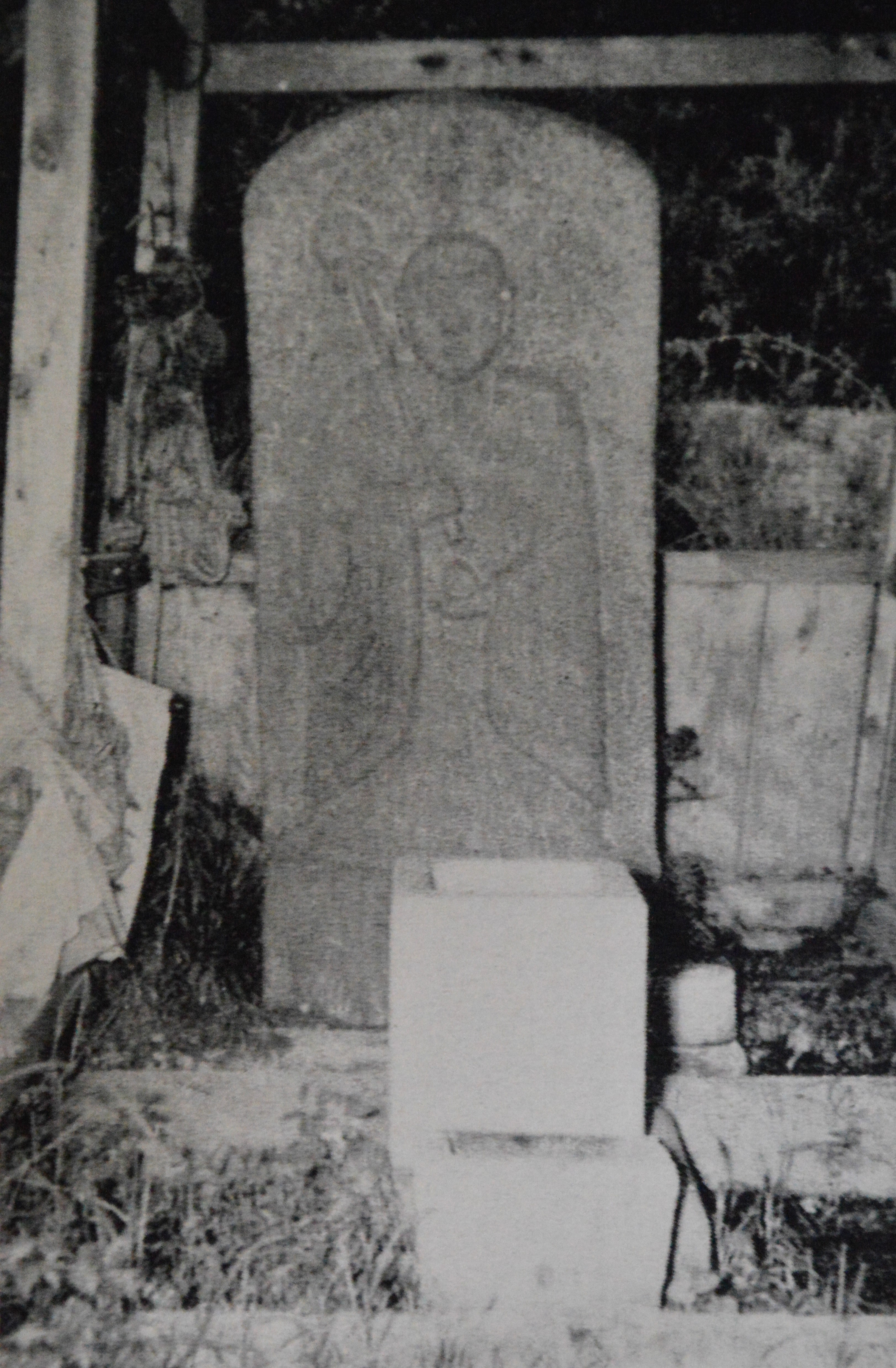
昭和30年代前半の尻冷し地蔵

石像の左側には正保4年（1648年）と彫られており、下記のような伝承がある。追手に追われて傷ついた一人の武士が喉が渇いていたから水を探していたところ、近くの村人に湧き水を尋ねたが、関わりを持ちたくないと思い、口をつぐみ教えなかった。
武士は止むを得ず湧き水を探し歩き回った後、ようやく清水を探し当てた。この清水で傷口を洗い、水を飲み終えたところで、不運にも敵に討たれてしまった。その村人は、「申し訳ないことをした。すぐに教えたら逃げおおせることができた」と嘆き、武士の霊を慰めるため、その清水の上に地蔵像を建てたと伝わっている。清水の湧き出る上に建てられたために、地蔵の足元がいつも濡れていることから、誰いうとなく「尻冷し地蔵」と呼び習わされるようになったという。
この地蔵像を明治半ばに村人が参拝しやすいようにと退休寺に移したところ、村中に伝染病が広がった。地蔵のたたりと恐れた村人はもとの場所に戻すことにした。地蔵像は大八車で下り坂でも重かったのに、元の場所に戻す上り坂にもかかわらず軽かったと伝わる。

## 境内
大泉寺町の下街道沿いの坂を登ると、左手に尻冷し地蔵を収めるお堂がある。

### 尻冷し地蔵
正保4年（1648年）、清水の湧き出るこの地に村人が地蔵を設置したとされる。春日井市でもっとも古い地蔵であるとされる。高さは1.5メートル。地蔵の左右には、「為松柏永寿弾定門也、正保四丁亥年霜月廿日」の刻銘がある。明治時代中期、参拝しやすいように地蔵を退休寺の境内に移したが、村内に伝染病が広がったため、元の位置に戻している。
かつては台石の下に清水が湧き出ており、常に地蔵像の足元が濡れていたことから、「尻冷し」という名称がついた。付近の開発で清水が枯れたため、現在は愛知用水の上水道で代用している。
1973年（昭和48年）3月8日には「尻冷し地蔵」の名称で、「下街道の古井戸」とともに春日井市指定有形民俗文化財に指定された。鉄骨とコンクリートと作られた地蔵を収めた、約20平方メートルの履屋（地蔵堂）がある。1983年（昭和58年）8月には履屋（地蔵堂）が焼失したが、やがて再建された。

### 念仏供養石碑
文政10年（1827年）、名古屋城下の商人を中心とする念仏講の人々によって、地蔵堂の脇に「南無阿弥陀仏 徳本」と彫られた念仏供養塔が建立された。高さは1.7メートル、幅は35センチの石柱である。

### 馬頭観音
尻冷し地蔵の西側には2基の馬頭観音があり、その片方には「右 小牧」「左 坂下」と刻まれている。

### 土俵
戦前には供養の日（うら盆の24日）に、隣接する広場（土俵）で相撲大会が行われていた。子供相撲は途絶えていた時期があったが、近年に復活し、地蔵尊の命日である8月24日に相撲大会が催されている。かつては大人も参加していた。

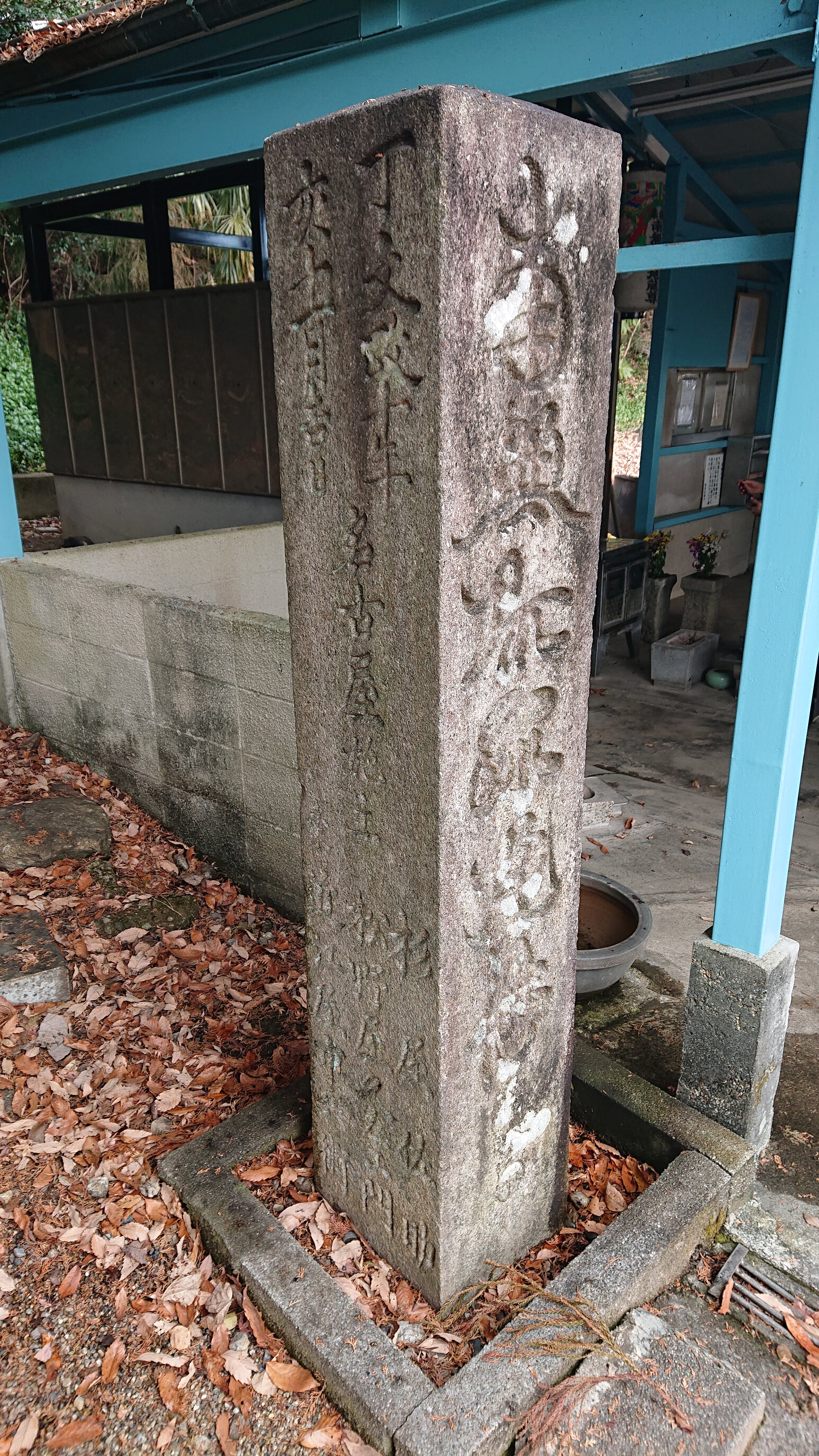
念仏供養石碑
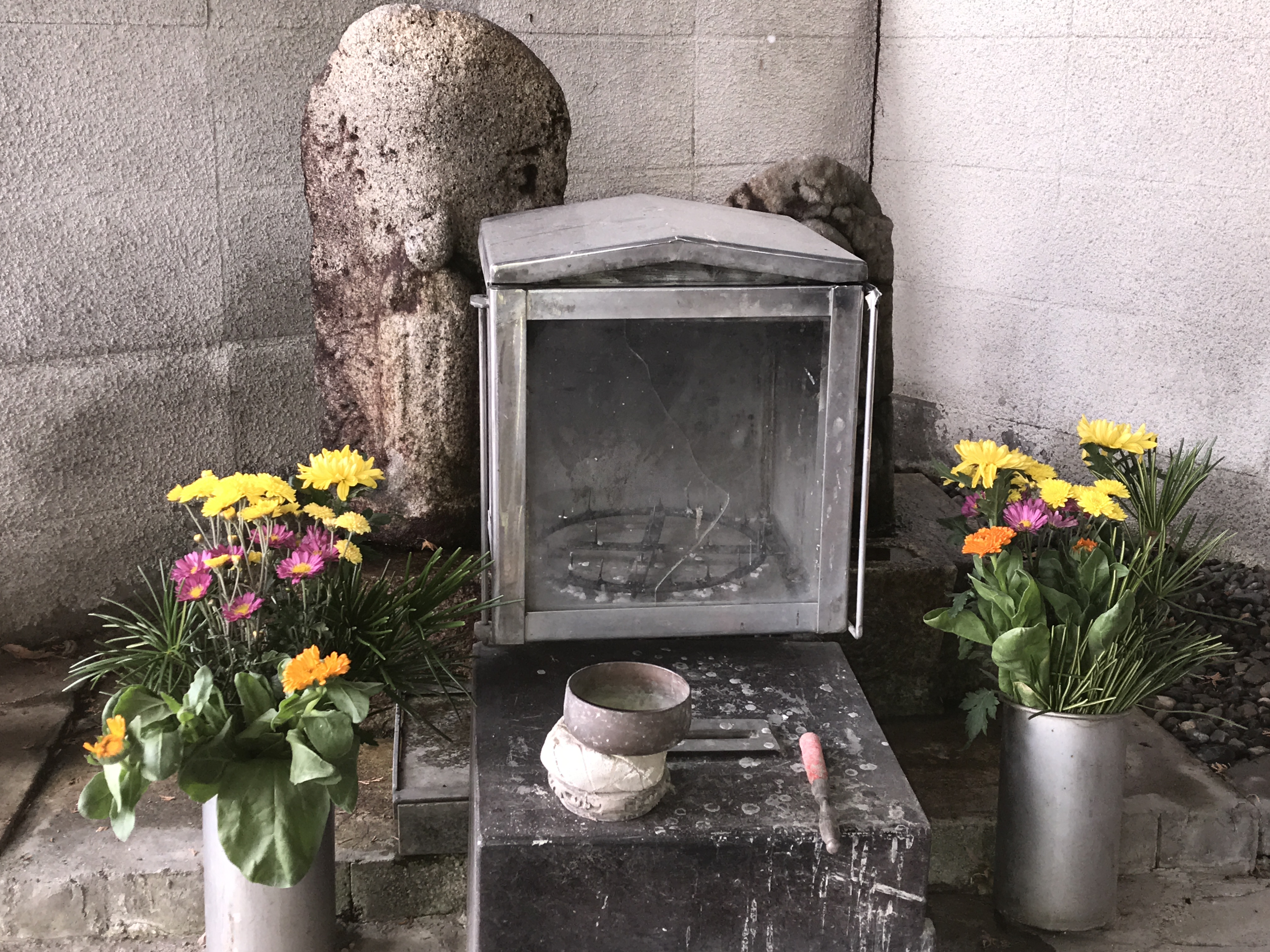
馬頭観音
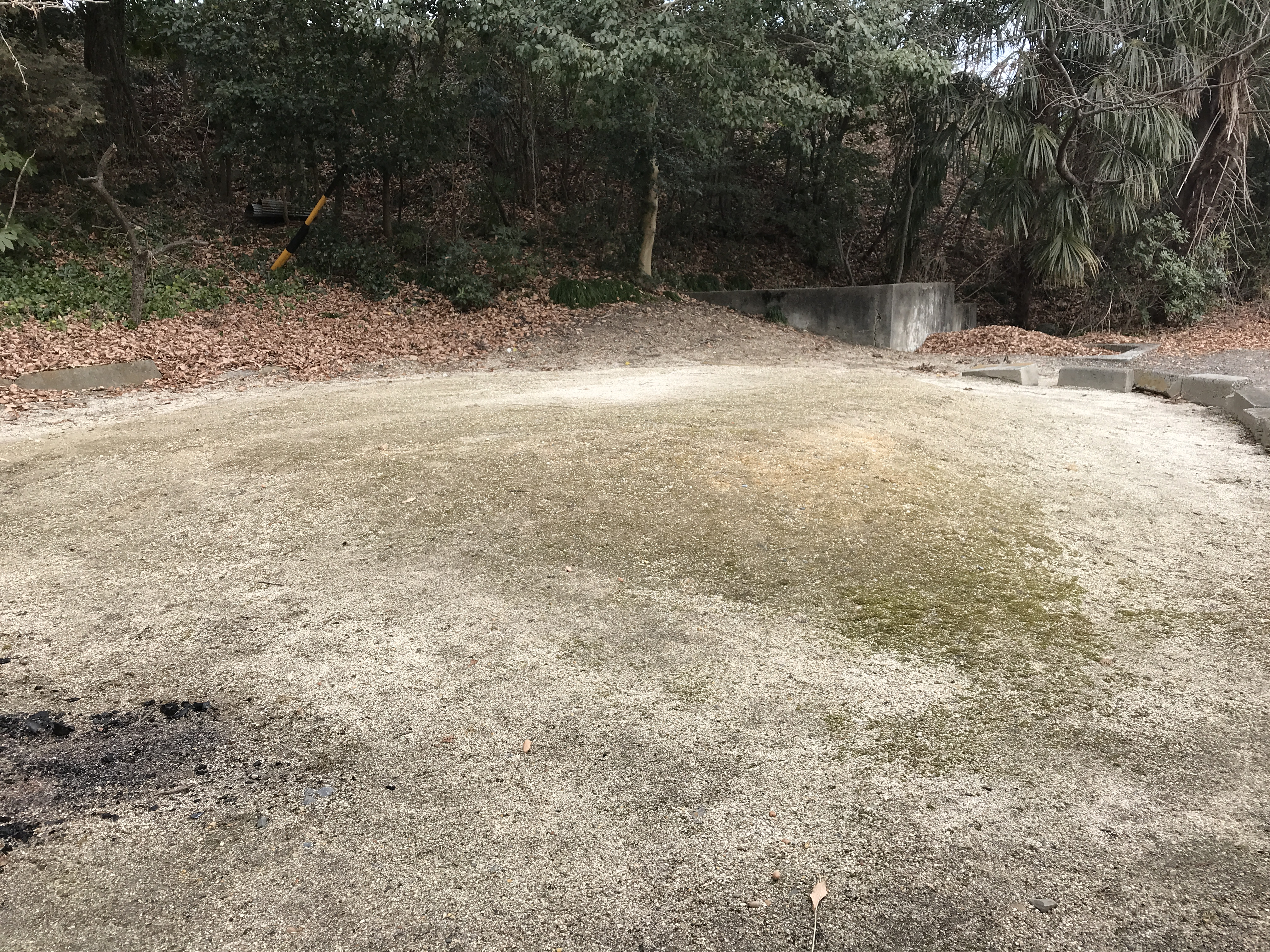
土俵
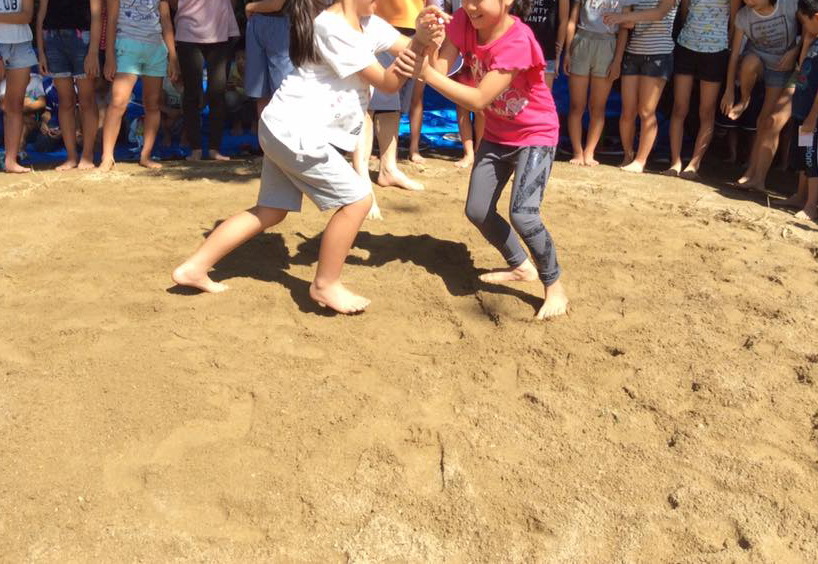
地蔵盆の子供相撲

## エピソード
ある時、潮見坂の下街道沿いでかたき討ちがあった。刀傷を負った武士は、死ぬ前に、「一口水が飲みたい」と手を伸ばしたが、そのまま死んだ。村人は「せめて一口でも飲ませたかった」と、この武士を弔うため、湧き水のところに地蔵をたてた。
尾張国の俳人・横井也有が下街道を旅したとき、大泉寺を過ぎると台石の下からきれいな清水が湧き出ている地蔵様の前を通った。横井は「尻ひやし 地蔵はここに いつまでも しりやけ猿の 心ではなし」と狂歌を一首残している。

## 交通アクセス
所在地
- 愛知県春日井市大泉寺町443番地115[9]

交通アクセス
- かすがいシティバス：東環状線「平和公園口」停留所下車後、徒歩約10分[9]